# واسا (ویسکانسین)
واسا، ویسکانسین  (به انگلیسی: Wausau) شهری در شهرستان ماراتون ایالت ویسکانسین است که در سال ۱۸۷۲ بنیان‌گذاری شده‌است. این شهر طبق سرشماری سال ۲۰۱۰ میلادی ۳۹٬۱۰۶ نفر جمعیت داشته‌است.